# Аманов, Чарымурад Какалиевич
Чарымурад Какалиевич Аманов (туркм. Çarymyrat Kakalyýewiç Amanow) — туркменский государственный и военный деятель.

## Дата и место рождения
Родился в 1966 году в Геок-Тепинском районе Туркменской ССР.
Образование высшее. В 1990 году окончил Туркменский государственный университет им. Махтумкули по специальности математик.
1990—1991 — учитель математики средней школы № 6 Геоктепинского этрапа.
1991—1992 — курсант Высшей школы КГБ СССР.
1992—2007 — на различных должностях в Комитете (Министерстве) национальной безопасности Туркменистана.
21.02.2003 — ? — заместитель председателя Государственной службы Туркменистана по регистрации иностранных граждан (по совместительству).
05.03.2007 — 15.05.2007 — заместитель председателя Государственной службы Туркменистана по регистрации иностранных граждан.
15.05.2007 — 25.01.2008 — начальник Службы безопасности Президента Туркменистана.
08.10.2007 — 29.03.2011 — министр национальной безопасности Туркменистана, секретарь Государственного Совета безопасности Туркменистана.
29 марта 2011 года уволен за недостатки в работе.
11.04.2018 — 30.01.2020 — ректор Института Министерства внутренних дел Туркменистана (в звании генерал-майора полиции).
22.01.2020 — присвоено специальное звание генерал-лейтенант полиции
C 30.01.2020 — заместитель Председателя Кабинета Министров Туркменистана по безопасности, военным и правовым вопросам, секретарь Государственного совета безопасности Туркменистана

## Награды и звания
- Медаль «Эдерменлик»
- Медаль «За любовь к Родине»

### Воинские и специальные звания
- полковник
- генерал-майор (20.10.2008)
- генерал-майор полиции
- генерал-лейтенант полиции (23.01.2020)[1]

## Взыскания
- Строгий выговор с предупреждением за ослабление контроля за исполнением поручений Президента Туркменистана — Верховного Главнокомандующего Вооруженными Силами Туркменистана, допущенные недостатки в подборе и подготовке кадров (06.03.2008)
- Выговор за недостатки в работе (20.05.2009)
- Строгий выговор с предупреждением за неудовлетворительное исполнение служебных обязанностей, недостатки, допущенные в работе (27.01.2011)

## Варианты транскрипции имени
- Имя: Чарымырат